# P.I.M.P.
P.I.M.P. – piąty singiel amerykańskiego rapera promujący debiutancki album 50 Centa Get Rich or Die Tryin’. Powstał remiks do tego utworu w którym występują Snoop Dogg, Lloyd Banks i Young Buck, odniósł większy sukces niż oryginalna wersja.
Został zatwierdzony jako potrójna platyna przez RIAA, platyna przez ARIA i jako złoto przez RIANZ.

## Lista utworów
- Album Version - 4:09
- Clean Radio Remix (Featuring Snoop Dogg, Lloyd Banks & Young Buck) - 4:17
- Dirty Remix (Featuring Snoop Dogg, Lloyd Banks & Young Buck) - 4:47
- Clean Video Edit (Featuring Snoop Dogg, Lloyd Banks & Young Buck) - 5:02
- Reggaeton Remix (Featuring Tego Calderón) - 4:51

## Notowania
| Notowanie (2003)                                | Kraj              | Pozycja |
| ----------------------------------------------- | ----------------- | ------- |
| ARIA Charts                                     | Australia         | 2       |
| Ö3 Austria Top 40                               | Austria           | 12      |
| Belgium Singles Chart                           | Belgia            | 10      |
| Canadian Singles Chart                          | Kanada            | 18      |
| Dutch Singles Chart                             | Holandia          | 8       |
| Danish Singles Chart                            | Dania             | 5       |
| Finnish Singles Chart                           | Finlandia         | 10      |
| Syndicat National de l'Édition Phonographique   | Francja           | 25      |
| Media Control Charts                            | Niemcy            | 5       |
| Single (track) Top 20 lista                     | Węgry             | 7       |
| Greece Singles Chart                            | Grecja            | 7       |
| Irish Singles Chart                             | Irlandia          | 4       |
| Italian Singles Chart                           | Włochy            | 10      |
| New Zealand Singles Chart                       | Nowa Zelandia     | 2       |
| VG-lista                                        | Norwegia          | 4       |
| Romanian Singles Chart                          | Rumunia           | 2       |
| Sverigetopplistan                               | Szwecja           | 8       |
| Swiss Singles Chart                             | Szwajcaria        | 4       |
| UK Singles Chart                                | Wielka Brytania   | 5       |
| U.S. Billboard Hot 100                          | Stany Zjednoczone | 3       |
| U.S. Billboard Hot R&B/Hip-Hop Singles & Tracks | Stany Zjednoczone | 2       |
| U.S. Billboard Hot Rap Tracks                   | Stany Zjednoczone | 1       |